# Bad news (nummer)
bad_news is een nummer van de Britse band Bastille en, in een latere versie, van zanger MNEK.
De oorspronkelijke versie verscheen voor het eerst als de B-zijde van de single Oblivion. Deze versie verscheen ook op de Belgische versie van All This Bad Blood. De versie met MNEK is een van de nummers op de mixtape VS. (Other People's Heartache, Pt. III). Het nummer kreeg tevens een video, deze is een samenraapsel van verschillende filmscènes uit de jaren '80 en '90, met hiertussen beelden van zanger Dan Smith die door een gang wandelt.